# Militaire Orde van Rama
De Militaire Orde van Rama, (Thai: "เครื่องราชอิสริยาภรณ์อันมีศักดิ์รามาธิบดี", "เครื่องราชอิสริยาภรณ์ อันมีศักดิ์ รามาธิบดี " (krêuang râat ìt-sà-rí-yaa-pon an mee sàk raa-maa típ-dee) ook "Eervolle Orde van Ramadhipati" of "Honourable Order of Ramadhipati" geheten, is de hoogste militaire onderscheiding van Thailand. De orde wordt ook aan de politie en aan "belangrijke buitenlandse leiders" verleend maar burgers kunnen niet in deze orde worden opgenomen. Sinds 1960 wordt de orde ook in vredestijd verleend.
De vijfde klasse van deze orde, de "Rama-medaille", "Eervolle Orde van Rama" of "Rama-medaille voor dapperheid in het gevecht" genoemd wordt vergeleken met de Nederlandse Militaire Willems-Orde en het Victoria Kruis van het Verenigd Koninkrijk. In feite is het de graad van "Lid" in de Orde van Rama.

## Geschiedenis
Ridderorden zijn een Europese, geen Thaise traditie. Van de Ayathaya periode (1300 tot 1700) tot aan het slot van de 18e eeuw gaven de koningen van Thailand geschenken zoals kostbare wapens en parasols aan verdienstelijke onderdanen. Voor de militairen was er een keten die aan zegevierende bevelhebbers of "Prapichaisongkram" werd toegekend. Deze ketens, achtereenvolgens zijn er de "Grote Keten van Pra Nop" de Keten van de Rachawarabhorn of "Noparatana Rachawarabhorn" en de Keten van de Orde van de Negen Edelstenen geweest.
In het midden van de negentiende eeuw heeft Rama V de Thaise orden hervormd en een stelsel zonder wettelijke kaders in een naar Europees voorbeeld met statuten en precies vastgestelde versierselen en linten gewijzigd. De Keten van de Rachawarabhorn is daarbij komen te vervallen. Toen het dragen van de Keten van de Orde van de Negen Edelstenen door Rama Vwerd voorbehouden aan de koning was er lange tijd geen militaire orde in Thailand.
In 1917 besloot het tot op dat moment neutrale Thailand aan geallieerde zijde deel te gaan nemen aan de Eerste Wereldoorlog. De oorlog werd op 22 juli aan Oostenrijk-Hongarije, Turkije en Duitsland verklaard en in 1918 scheepten een ambulance, een squadron vliegtuigen, chauffeurs en monteurs, met elkaar 1300 man, zich in voor Frankrijk..
Rama VI heeft de teruggekeerde troepen onderscheiden met de op 6 april 1918 volgens de Thaise jaartelling in het jaar 2461, door hem ingestelde Militaire Orde van Rama.

## Graden
- Ridder Grootcommandeur (Thai: "Senangapati" of "เสนางคะบดี" of sày-naang ká-bà-dee

Men draagt een ster op de linkerborst en een 55 millimeter hoog gouden kleinood aan een breed lint over de rechterschouder. De dragers mogen de letters "ส.ร." achter hun naam plaatsen.
- Ridder Commandeur (Thai: "Maha Yodhin", "มหาโยธิน" of má-hăa yoh-tin.

Men draagt een 55 millimeter hoog gouden kleinood aan een lint om de hals en een ster op de rechterborst.
De dragers mogen de letters "ม.ร." achter hun naam plaatsen.
- Commandeur (Thai: "Yodhin", "โยธิน" of yoh-tin.

Men draagt een 55 millimeter hoog gouden kleinood aan een lint om de hals.
De dragers mogen de letters "" achter hun naam plaatsen.
- Companion Thai: "Asvin", "อัศวิน" of àt-win

Men draagt een 45 millimeter hoog gouden kleinood aan een lint op de linkerborst. De dragers mogen de letters "" achter hun naam plaatsen.
De medailles
- Lid[4] of Rama-medaille voor dapperheid in het gevecht.

Thai: "เหรียญรามมาลา เข็มกล้ากลางสมร" of "rĭan raam-maa-laa kĕm glâa glaang sà-mŏn".
Men draagt een 45 millimeter hoog zilveren kleinood zonder emaille aan een lint met daarop een zilveren scepter op de linkerborst. De scepter is ook op de baton aangebracht.
De dragers mogen de letters "ร.ม.ก." achter hun naam plaatsen.
- Rama-medaille

Thai: "เหรียญรามมาลา" of rĭan raam-maa-laa.
Men draagt een 45 millimeter hoog zilveren kleinood zonder emaille aan een lint op de linkerborst.
De dragers mogen de letters "ร.ม." achter hun naam plaatsen.

## De versierselen
Het kleinood van de orde is een ovaal donkerblauw geëmailleerd gouden medaillon met daarop een afbeelding in reliëf van twee gouden mannen. De staande man slaat de liggende man neer. De afgebeelde figuren zijn Phya Porasuamawatarn, een reïncarnatie van Koning Narai, en de verslagen wreedaard Koning Phya Karataweeya. Die laatste werd bestraft voor zijn wreedheid tegen de Brahmanen. Narai is een Thaise held. De gouden rand van het medaillon is fraai bewerkt
De achtpuntige ster van de Grootcommandeurs en Ridder Commandeurs is van zilver. Tussen de zilveren stralen zijn acht korte gouden stralenbundels aangebracht. In het midden ligt het medaillon met een gouden rand.
Het lint is zwart met een rode streep langs de randen. Het brede grootlint wordt over de rechterschouder gedragen. Er is geen keten. Op het lint van de Vijfde Klasse is een kleine zilveren koninklijke scepter bevestigd. Deze scepter onderscheidt de dapperen die deze medaille mogen dragen van de Zesde Klasse in de Orde.
Op uniformen wordt een baton met een klein ovaal gouden juweel gedragen. Er is voor de twee hoogste graden ook een knoopsgatversiering in de vorm van een ovaal medaillon.

## De gebruiken van de orde
Wanneer men een hogere graad in de orde krijgt blijft men ook de oude versierselen dragen. De dragers van deze orde leggen tegenover hun koning een eed af waarin zij trouw aan hun land en volk beloven.
Daarna drinken zij in aanwezigheid van de koning en alle leden van de orde water uit een bijzondere beker.
Thailand was tot 1932 een absolute monarchie. Een militaire commissie selecteerde namen die aan een tweede, door de koning benoemde, commissie werden voorgelegd. De koning had geen rol bij het selecteren van de te decoreren militairen. In 1932 werd het toekennen van de Militaire Orde van Rama opgeschort omdat er te veel benoemingen zouden zijn gedaan. Pas in 1960 besloot Rama IX dat de orde opnieuw, nu door hemzelf en in zes graden, zou worden uitgereikt.

## Dragers
De Thaise koning draagt meestal de versierselen van een Asvin. Rama IX heeft een aantal militairen en politieagenten die zich tijdens de Vietnamoorlog en bij opstanden in Thailand hadden onderscheiden met de orde gedecoreerd. De Militaire Orde van Rama wordt zeer zelden uitgereikt.
De op Arlington begraven Amerikaanse Onbekende Soldaat werd rond 1962 gedecoreerd met de Rama-medaille voor dapperheid in het gevecht.